# Thea Stenshagen
Thea Stenshagen (* 1984) ist eine ehemalige norwegische Snowboarderin. Sie startete in den  Disziplinen Halfpipe und Snowboardcross.

## Werdegang
Stenshagen startete im März 2001 in Ruka erstmals im Snowboard-Weltcup, wobei sie den 29. Platz in der Halfpipe belegte. In der Saison 2001/02 wurde sie bei den Juniorenweltmeisterschaften in Rovaniemi jeweils Sechste im Snowboardcross sowie in der Halfpipe und erreichte mit Platz vier im Snowboardcross am Kreischberg ihre beste Platzierung im Weltcup. Dieses Ergebnis wiederholte sie in der Saison 2002/03 in der Halfpipe in Tandådalen und errang mit dem 21. Platz im Halfpipe-Weltcup ihr bestes Gesamtergebnis. Beim Saisonhöhepunkt, den Snowboard-Weltmeisterschaften 2003 am Kreischberg, belegte sie den 64. Platz im Parallelslalom, den 25. Rang in der Halfpipe und den 18. Platz im Snowboardcross. Bei den Juniorenweltmeisterschaften 2003 in Prato Nevoso wurde sie Siebte im Snowboardcross und Vierte in der Halfpipe. Ihren neunten und damit letzten Weltcup absolvierte sie im Dezember 2003 in Tandådalen, welchen sie auf dem 19. Platz in der Halfpipe beendete. In den folgenden Jahren nahm sie meist an nationalen Wettbewerben teil. Dabei wurde sie im Februar 2010 in der Halfpipe und im Slopestyle norwegische Meisterin.

## Weltcup-Gesamtplatzierungen
| Saison  | Gesamt | Gesamt | Halfpipe | Halfpipe |
| Saison  | Punkte | Platz  | Punkte   | Platz    |
| ------- | ------ | ------ | -------- | -------- |
| 2000/01 | -      | -      | 36       | 80.      |
| 2001/02 | 118    | 21.    | 350      | 46.      |
| 2002/03 | -      | -      | 950      | 21.      |
| 2003/04 | -      | -      | 120      | 57.      |